# La Fondation du doute
 (juillet 2014).
Si vous disposez d'ouvrages ou d'articles de référence ou si vous connaissez des sites web de qualité traitant du thème abordé ici, merci de compléter l'article en donnant les références utiles à sa vérifiabilité et en les liant à la section « Notes et références ».
La Fondation du doute est un musée et centre d'exposition d'art contemporain situé à Blois. Projet porté par l'artiste Ben et la ville de Blois, la Fondation est consacrée principalement au mouvement Fluxus.

## Présentation
Sur près de 1 500 m2, 50 artistes, 300 œuvres sont rassemblées par Ben, Gino Di Maggio, avec la collaboration de la Fondation Mudima de Milan, de Caterina Gualco et de nombreux artistes. Ce site se veut à la fois un lieu vivant, un réservoir d’idées avec le Centre Mondial du Questionnement, un espace d’expression, d’interrogation sur l’art, ses limites ou ses frontières. La Fondation du doute est ouverte à toutes les formes et à tous les possibles pourvu qu’ils soient surprenants, amusants ou correspondent simplement à ce que dit Robert Filliou : « l'art est ce qui rend la vie plus intéressante que l’art ». La vocation de la Fondation du doute est d’accueillir artistes, théoriciens, chercheurs, de créer une résidence vivante où les publics se rencontrent.
Comme pour Fluxus, dont l’esprit occupe, par les œuvres présentées, les espaces physiques (œuvres et documents), la Fondation du doute cherche à promouvoir la « concomitance », l’importance de la non-importance, les détails de la vie, le tout possible, l’idée, l’humour, l’« event », la théorie, le manifeste, l’action, et, comme l’imagine Ben, un « Art Total ». La mécanique du doute pèse le pour et le contre, capte toutes les voix, enregistre et transmet, mélange et malaxe, mesure les limites de l’art, s’interroge et interroge les frontières.
La Fondation du doute se veut un lieu d’apprentissage. Implantée au sein d’un pôle d’enseignement artistique (École d'art, Conservatoire de musique et théâtre), elle veut ouvrir de nouvelles perspectives de recherches, une pédagogie de l’écoute, de l’échange, de l’action.

## Les lieux

### La Cour du doute
L'accès à la Fondation du doute s'effectue par la Cour du doute, côté rue de la Paix. Le visiteur est accueilli par le monumental Mur des mots, commande publique réalisée par Ben en 1995 de près de 300 tableaux écritures, accrochés sur toute la façade. La Cour du doute est également le théâtre d'événements en été (concerts, performances, etc.). C’est en traversant le Mur des mots que l’on accède à la Fondation du doute.

### CaféLe Fluxus
L’entrée proprement dite de la Fondation se fait par ce lieu singulier installé en rez-de-chaussée. Entièrement aménagé par Ben et conçu comme une œuvre, le Café Le Fluxus est, bien entendu, habité de l’esprit Fluxus. C’est le lieu de restauration et de convivialité de la Fondation mais aussi un espace de programmation artistique. Un bar, des tables-expositions, des canapés, des bibliothèques de livres, une scène, sont libres d’accès et précèdent la montée aux étages et à la collection permanente.

### Les collections permanentes: 50 artistes / 300 œuvres
Les œuvres autour du mouvement et de l’esprit Fluxus, rassemblées par Ben et Gino Di Maggio, se déploient sur deux étages. Au premier, la visite propose une déambulation labyrinthique de salles en salles, avec Allan Kaprow, Wolf Vostell, Philipp Corner, Ben… 
Au second, sont rassemblées différentes œuvres historiques du mouvement Fluxus sur un grand plateau ouvert de 400m² (avec George Maciunas, George Brecht, Yoko Ono, John Cage, Robert Filliou, Joseph Beuys…).

### Le Pavillon
Un pavillon d'exposition, installé au cœur du cloître du XIXe siècle et entièrement vitré, est dédié à une programmation d’événements, d’expositions, de conférences ou de concerts, de projections vidéos... Cet espace de 210m² modulables est en connexion directe avec les espaces de la Fondation du doute et les collections.